# Градиньян
Градиньян (фр. Gradignan) — город и коммуна во французском департаменте Жиронда, округ Бордо, административный центр кантона  Градиньян.

## Географическое положение
Градиньян — юго-западный пригород города Бордо и соединён с ним автобусными маршрутами.

## Экономика и промышленность
Градиньян находится в винодельческом регионе Бордо в области Грав.